# 戈里亚切沃茨基
戈里亚切沃茨基（羅馬化：Goryachevodskiy）是俄罗斯斯塔夫罗波尔边疆区的市级镇，属边疆区辖市皮亚季戈尔斯克市管辖。地处斯塔夫罗波尔边疆区南部，位于库马河一支流波德库莫克河畔，在州府斯塔夫罗波尔东南方。该镇西部邻接斯沃博德镇，北侧为皮亚季戈尔斯克。
戈里亚切沃茨基2022年人口35,437人，是俄罗斯人口最多的市级镇之一。该地2010年人口36,967；2002年人口34,456；1989年人口29,706。